# Édaphologie
Cet article concerne l'étude des sols en tant qu'habitat naturel des plantes. Pour leur étude géologique, voir Pédologie (géoscience).
L'édaphologie (du grec ἔδαφος / edaphos, le sol), aussi appelée agrologie, est l'étude des sols en tant qu'habitat naturel pour les espèces édaphiques, particulièrement les végétaux. Avec la pédologie, c'est une des deux branches principales de la science des sols.
On parle d'une influence édaphique lorsque le sol, de par ses caractéristiques géologiques et physico-chimiques, agit sur la croissance des végétaux dans toutes sortes de biomes.

## Édaphologie ou agrologie?
Les deux termes coexistent mais la communauté scientifique utilise principalement le terme édaphologie.

## Caractéristiques des sols

### Composition
Les sols constituent la couche supérieure de la croûte terrestre. Celle-ci est composée à 47 % d'oxygène[Comment ?], 27 % d'oxydes de silicium (silices telles que sable, quartz et silicates telles que feldspath, kaolinite), 15 % d'oxyde d'aluminium, puis moins de 5 % d'oxyde de calcium, magnésium, sodium et fer[réf. nécessaire].

### Acidité
L'acidité d'un sol, caractérisée par son pH, est une notion importante pour déterminer la réussite d'une culture. Si un sol est trop acide et qu'on souhaite y cultiver des végétaux, il est nécessaire de le neutraliser avec une substance alcaline telle que chaux, phosphate ou cendres de bois, tout en gardant à l'esprit qu'une modification du pH aura une incidence sur l'équilibre biotique du sol (pédofaune, pédoflore, pédofonge), ce qui peut remettre en cause la pérennité de son activité optimale ("Le sol vivant", Gobat/Aragno/Matthey). Pour exemple, l'amendement à la chaux engendre une destruction massive notamment des microarthropodes, engendrant à court terme un excès d'azote bénéfique à court terme mais épuisant les disponibilités en ressources à moyen terme. Sur sol acide hydromorphe, la potasse est relativement indisponible et l'amendement à la cendre engendre à très court terme une saturation en potasse indisponible.

### en anglais
- Why Study Soils?
- European Environment Information and Observation Network (EIONET)
- SSSA Soil Science Glossary
- USEPA Term list (theme=soil)